# La Madeleine
La Madeleine je klasicistní církevní stavba v pařížském 8. obvodu. Výstavba kostela zasvěceného sv. Máří Magdaléně trvala vinou politických zvratů ve Francii 85 let. Několikrát se změnil i účel stavby, od Napoleona I., který jej zamýšlel jako oslavný chrám své armády v roce 1806, přes stavbu železničního nádraží roku 1837 až byl v roce 1845 definitivně vysvěcen jako katolický farní kostel. Inspirací k návrhu této budovy byl římský chrám Maison Carré v Nîmes.

## Historie
K roku 1238 je v této oblasti připomínána kaple, která sloužila zdejšímu předměstí, a která byla pravděpodobně kvůli špatnému stavu nahrazena novou kaplí zasvěcenou sv. Máří Magdaléně, sv. Martě a svatému Lazarovi. Základní kámen této nové kaple položil francouzský král Karel VIII. v roce 1492. Nacházela se pravděpodobně na místě dnešního domu č. 8 na Boulevardu Malesherbes. Kvůli rostoucímu počtu obyvatel na předměstí byla kaple v roce 1639 povýšena na farní kostel a v letech 1659 a 1698 byla přestavěna a rozšířena. Základní kámen položila 8. července 1651 Anna Marie Louisa Orleánská, sestřenice Ludvíka XIV. a biskup ze Sarlat-la-Canéda, kteří financovali přestavbu.
Po připojení předměstí k Paříži v roce 1722 se začalo uvažovat o výstavbě nového kostela na jiném místě. Když architekt Ange-Jacques Gabriel (1698–1782) navrhl nové náměstí Ludvíka XV., předpokládal vybudování osy protínající náměstí a pokračující jako dnešní ulice Rue Royale, na jejímž konci měl stát kostel. Starý kostel byl zrušen v roce 1765, prodán roku 1767 a zbořen 1801.
Zhotovením plánů nového kostela sv. Máří Magdalény byl pověřen v roce 1757 architekt Pierre Contant d'Ivry (1698–1777). Navrhl stavbu s půdorysem latinského kříže s kupolí. Projekt byl schválen v roce 1764.

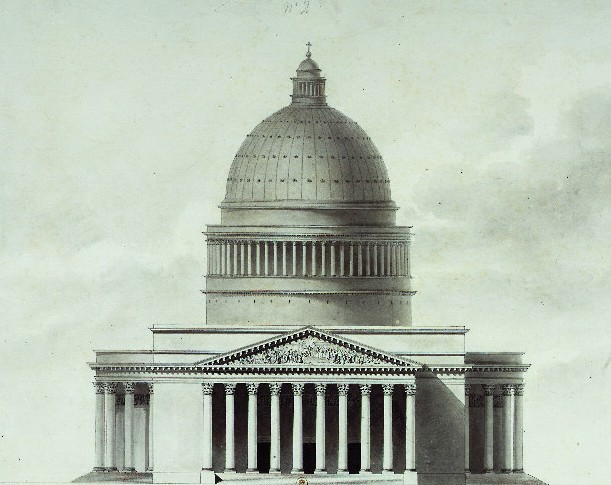
Coutureův návrh

Základní kámen položil král Ludvík XV. 3. srpna 1763. Pierre Contant d'Ivry zemřel v roce 1777, do té doby byly vyhloubeny základy a začala jejich stavba. Architekt Étienne-Louis Boullée (1728–1799) vyhotovil nový projekt respektující dosavadní vybudované základy, ale původní projekt Pierra Contanta d'Ivry přesto zcela nahradil jeden z jeho žáků Guillaume-Martin Couture (1732–1799). Ten plány zcela změnil a inspiroval se projektem Jacquese Germaina Soufflota a jeho kostelem Sainte-Geneviève. Navrhl kostel na půdorysu řeckého kříže zakončený ještě mohutnější kopulí a s portikem s korintskými sloupy.
Když vypukla Velká francouzská revoluce, byly sloupy již vztyčeny a opatřeny hlavicemi. Ale období nebylo nakloněno k dostavbě kostela a stavební práce byly zcela zastaveny nařízením Národního shromáždění ze dne 30. prosince 1791. Ředitelství staveb pronajalo v roce 1794 podzemí kostela obchodníkovi s vínem a okolní prostory řemeslníkům.
Mnozí architekti navrhovali různá využití nedokončené budovy. Jacques-Guillaume Legrand a Jacques Molinos navrhovali sídlo Národního konventu – jednací sál by se nacházel v chóru zatímco zbývající části budovy by sloužily jako kanceláře. Guy de Gisors navrhl zde umístit Národní knihovnu nebo Pařížskou operu.
Císařským dekretem z 21. února 1806 byla budova přidělena Francouzské bance, Obchodnímu soudu a Pařížské burze. Architekt Pierre-Alexandre Vignon (1763–1828) byl pověřen vypracováním plánů nové budovy, ale celý projekt byl zamítnut bankéři a obchodníky, kteří se zde cítili být příliš vzdáleni od obchodní čtvrti.
Dne 2. prosince 1806 ve vojenském táboře v polské Poznani císař Napoleon podepsal dekret na vytvoření chrámu ke slávě francouzské armády.

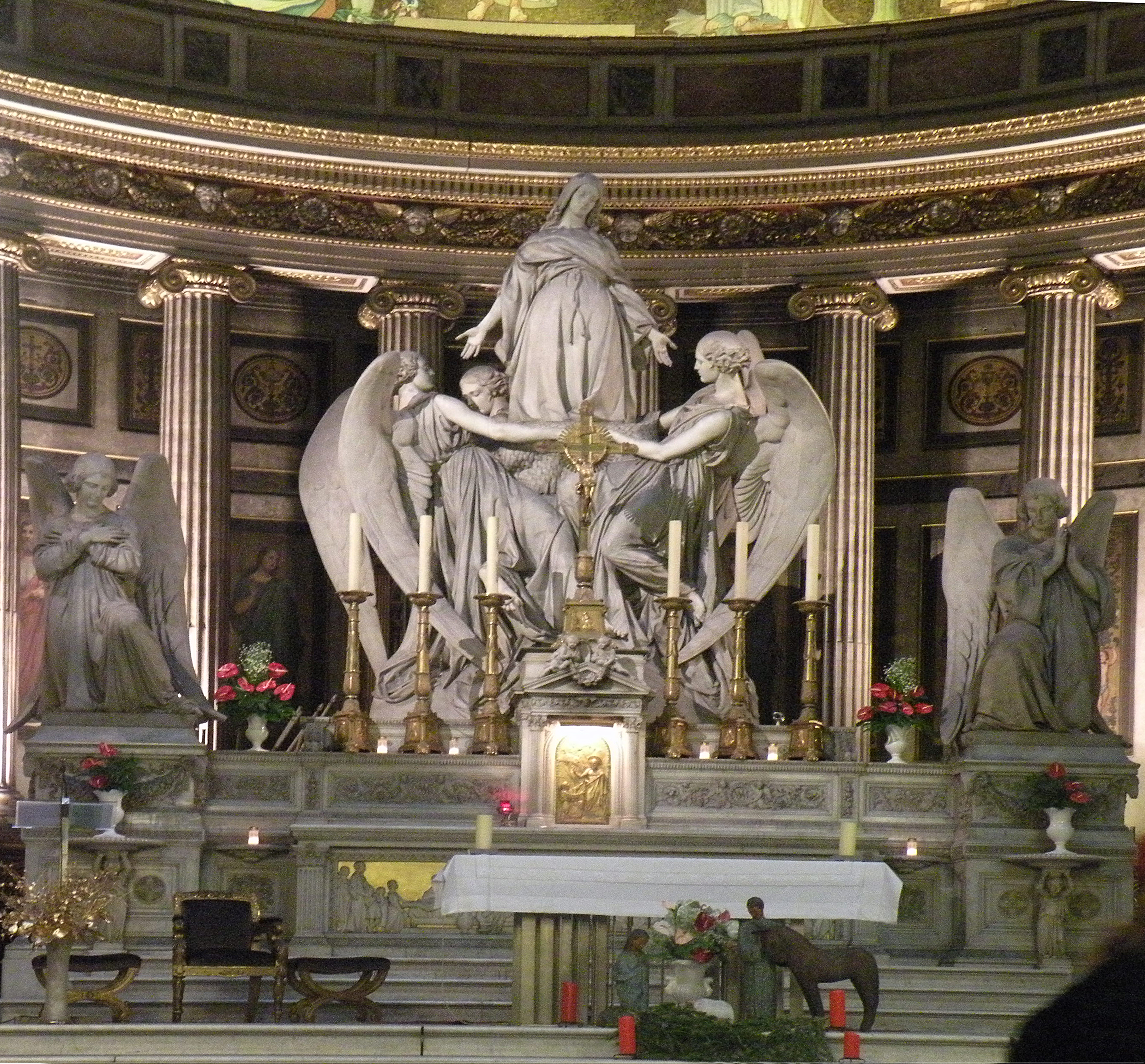
Detail oltáře

Byla vypsána architektonická soutěž, které se zúčastnilo 80 architektů. Projekt architekta Pierra Alexandra Vignona upřednostnil Napoleon oproti mínění Císařské akademie: chrám inspirovaný klasickou antickou architekturou.
Poté začala demolice částí stavby dle původních plánů a práce rychle pokračovaly až do roku 1811, kdy byly z nedostatku peněz zastaveny. Po ruském tažení v roce 1812 Napoleon opustil myšlenku na oslavný chrám a vrátil se k původnímu jednoduchému kostelu.
Po restauraci Bourbonů práce pokračovaly, byly dokončeny základy a podezdívky, vztyčeny sloupy a začaly růst obvodové zdi. Zbývalo jen uzavřít stavbu a vyzdobit ji. Král Ludvík XVIII. nařídil v srpnu 1816, že nový kostel bude památník usmíření popravených Ludvíka XVI., Marie Antoinetty a Alžběty Francouzské. Peníze k dokončení ale chyběly a proto Ludvík XVIII. nechal ke stejnému účelu postavit na vlastní náklady Chapelle expiatoire. Architekt Vignon zemřel v roce 1828, aniž by se dožil dokončení svého díla.

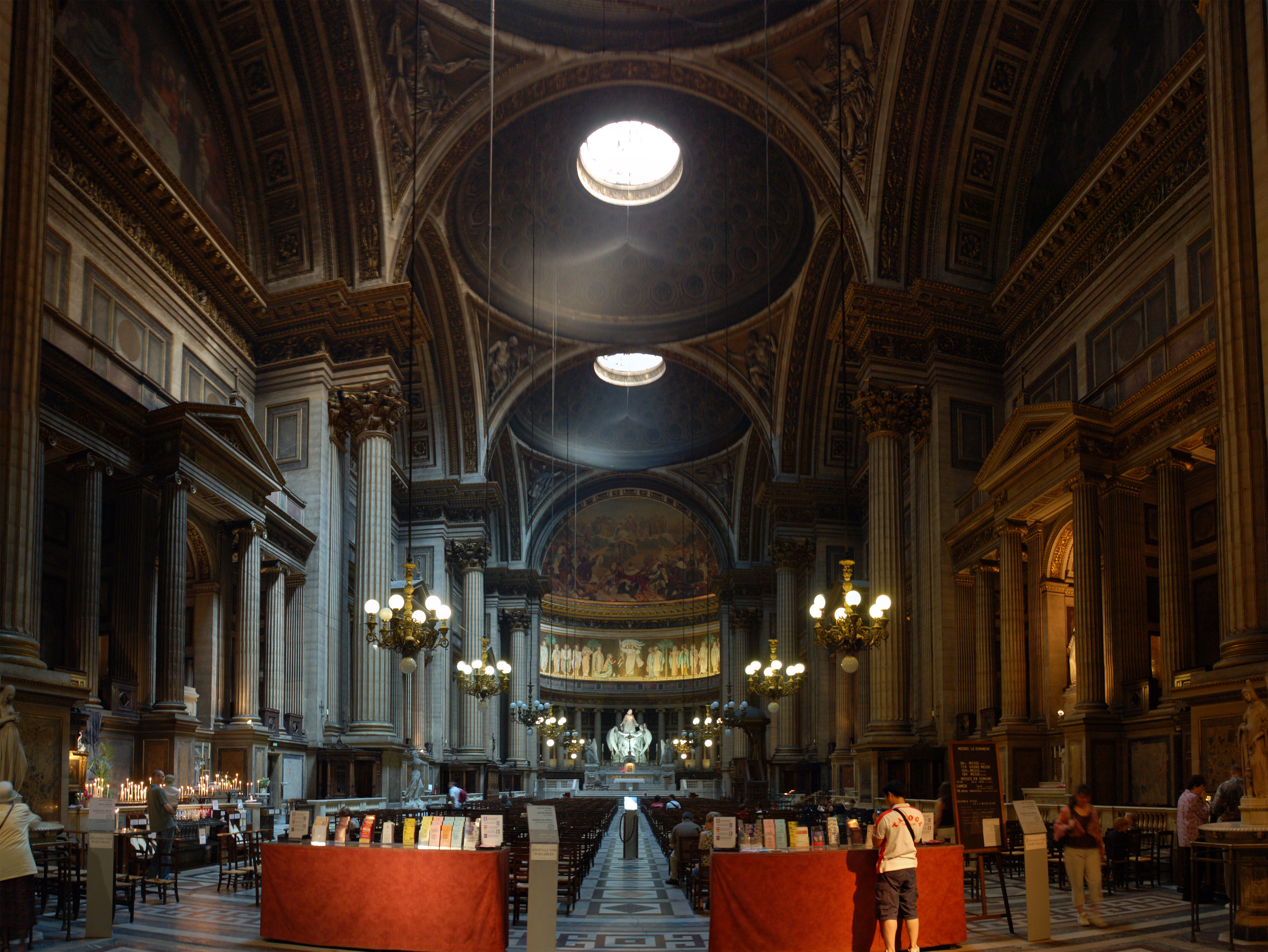
Pohled do lodi kostela

Nahradil ho jeho spolupracovník Jean-Jacques-Marie Huvé (1783–1852), kterému se podařilo dokončit hrubou stavbu, ještě než vypukla Červencová revoluce roku 1830. Ludvík Filip nepovažoval pokračování v idejích příbuzenské větve Bourbonů za významné. V roce 1837 se uvažovalo o přestavbě budovy na nádraží. Nakonec sice potvrdil vznik kostela, ale rozhodl, že se bude jednat o běžný farní kostel bez zvláštních hodností. Zákonem z roku 1834 byl uvolněn úvěr ve výši šesti miliónů franků pro dokončení prací. Kostel vysvětil 9. října 1845 pařížský arcibiskup Denys Affre.

## Architektura
Novoklasicistní stavba připomíná antický chrám. Nachází se ve stejné ose jako Palais Bourbon (dnes sídlo Národního shromáždění), který je v obdobném slohu a leží na levém břehu. Stavba je 108 m dlouhá, 43 m široká, 30 m vysoká a je obklopená 52 korintskými sloupy. Průčelí s osmi sloupy je zakončeno tympanonem, ve kterém je reliéf z roku 1833 zobrazující Poslední soud (autor Philippe Joseph Henri Lemaire). Na architrávu je latinský nápis D.O.M. SVB. INVOCAT S. MAR. MAGDALENÆ (Bohu Všemohoucímu a převelikému, pod vzýváním svaté Marie Magdalény). Hlavní dveře se scénami ze Starého zákona jsou vysoké 10 m a široké 5 m. Hlavní oltář s motivem nanebevzetí sv. Máří Magdalény je dílem Carla Marochettiho. V polokopuli je freska od Julese-Clauda Zieglera Historie křesťanství, kde lze mezi zobrazenými osobnostmi najít Janu z Arku, Raffaela, Danta, Napoleona či Pia VII.
Vnitřní výzdobu provedl též Jean-Jacques-Marie Huvé. Namísto šesti lunet, které měly vpouštět do lodě světlo, se rozhodl pro tři kupole s otvory.